# Neue Zeitschrift für Familienrecht
Neue Zeitschrift für Familienrecht, kurz NZFam, ist eine deutsche juristische Fachzeitschrift im Bereich des deutschen Familienrechts (ISSN 2198-2333). Sie wird vom Verlag C.H. Beck verlegt und erscheint zweiwöchentlich. Der erste Jahrgang erschien 2014. Schriftleiter ist seit Mai 2022  Werner Dürbeck, der Vorsitzende Richter am Oberlandesgericht Frankfurt am Main. 